# Lucas Barrios
Lucas Ramón Barrios Cáceres (San Fernando, 13 de novembro de 1984) é um ex-futebolista nascido na Argentina com nacionalidade paraguaia que atuava como atacante.

## Carreira
Revelado no Argentinos Juniors, Barrios passou por diversos clubes argentinos e chilenos, tendo relativo sucesso na maioria, mas não o bastante para receber propostas de grandes clubes europeus. No Colo-Colo, durante suas duas temporadas defendendo o clube, viveu seus melhores momentos até então, sendo artilheiro do Apertura (19 gols) e Clausura (18 gols), e conquistando o título do Clausura, seu primeiro como profissional.
Tendo grande destaque na equipe chilena, despertou atenção de outros clubes, tendo recebido propostas de diversos clubes, incluindo do francês Nancy,  do espanhol Espanyol e do grego Panathinaikos (ambas superiores ao do Borussia) e, em 25 de julho de 2009, Barrios foi contratado pelo Borussia Dortmund, da Alemanha, por quatro milhões e meio de euros. Sua estreia pelos Die Schwarzgelben ocorreu em 8 de agosto, na vitória sobre o Colônia, por 1 a 0. No clube, teve uma ótima temporada de estreia, marcando vinte e três vezes durante o período, sendo quatro desses gols, na Copa da Alemanha, onde terminou como artilheiro.
Filho de mãe paraguaia, Barrios iniciou o processo de dupla cidadania em 16 de março de 2010 com a esperança de ter chances de estar na Copa do Mundo de 2010. Com apoio da própria associação paraguaia, que agiu para finalizar o processo antes do torneio, sua cidadania foi concedida em 8 de abril do mesmo ano.
Pouco tempo após se naturalizar, Barrios foi incluído na pré-lista de convocados da seleção paraguaia para a Copa do Mundo de 2010, mesmo não tendo disputado nenhuma partida. Logo depois, foi confirmado entre os vinte e três convocados para a disputa do torneio na África do Sul. Tendo iniciado como titular, Barrios estreou no amistoso preparatório para a Copa contra a Irlanda, marcando o tento de honra na derrota por 2 a 1. Em seguida, disputou mais duas partidas contra Costa do Marfim (2 a 2) e Grécia (2 a 1), respectivamente, tendo entrado no decorrer do segundo tempo de ambas e anotado um gol em cada.
Após terminar a temporada 2010/11 como campeão alemão pelo Borussia, tendo participação importante com seus dezesseis gols em 32 partidas, Barrios foi convocado para disputar a Copa América de 2011. Na competição, onde o Paraguai chegou à final tendo empatado todos os cinco primeiros jogos, Barrios marcou uma vez no empate em 3 x 3 contra a Venezuela, tendo sido também eleito o melhor em campo na partida. Nas semifinais marcou novamente contra a Venezuela, porém na disputa por pênaltis. Na final, iniciou a partida no banco de reservas, entrando apenas aos 76 minutos de partida, quando sua seleção já perdia por 2 x 0 (terminou 3 x 0) para o Uruguai. Ainda na final, Barrios sofreu uma lesão após poucos minutos em campo, deixando o Paraguai com apenas dez jogadores em campo.
Foi anunciado em 2 de maio de 2012 que Barrios deixaria o Borussia após o término da temporada 2011/12, e passaria a defender o Guangzhou Evergrande. O clube chinês pagou oito milhões e meio por Barrios, que assinou um contrato de quatro anos.
Em agosto de 2013, deixou o Guangzhou e acertou com o Spartak Moscou, da Rússia, retornando à Europa depois de um ano no futebol chinês. esteve emprestado ao Montpellier, da França.

### Palmeiras
Em 18 de Junho de 2015, o jogador anunciou em seu twitter, durante a disputa da Copa América, no Chile; que acertou com o Palmeiras. Lucas Barrios foi apresentado no dia 16 de julho com a camisa 10, usada anteriormente por Valdivia. No dia 19 de julho, Barrios estreou com a camisa alviverde no clássico contra o Santos no Allianz Parque, entrando no segundo tempo no lugar de Leandro Pereira.
No dia 26 de Agosto de 2015, em uma partida contra o Cruzeiro, válida pela Copa do Brasil, Barrios marcou seu primeiro gol com a camisa alviverde. Em acordo com o jogador Cleiton Xavier, cedeu a camisa 10 em troca da 8, que o consagrou em outros clubes.
No dia 16 de Setembro de 2015, em uma partida contra o Fluminense, válida pelo Campeonato Brasileiro, Barrios marcou um hat-trick com a camisa alviverde, saindo do banco de reservas aos 15 minutos do segundo tempo e fazendo o primeiro, o terceiro e o quarto gol da vitória do verdão por 4 a 1.
Fez o gol que resultou no empate contra o Cruzeiro em 1x1 de cabeça.
No dia 28 de outubro de 2015 fez os dois gols que deram a vitória ao Palmeiras sobre o Fluminense por 2x1, levando o time à disputa de pênaltis, na semi-final da Copa do Brasil, o que valeu a classificação do Palmeiras à final. Repetiu ótima atuação contra o Santos ,especialmente no segundo jogo da final, quando fez a jogada do primeiro gol do Palmeiras e se tornou campeão da Copa do Brasil 2015 e conseguindo vaga para disputar a Libertadores de 2016 pelo time alviverde.

### Grêmio
Em 25 de fevereiro de 2017, após rescindir seu contrato com o Palmeiras, assinou por uma temporada com o Grêmio. No dia 2 de Abril, Barrios fez seu primeiro gol pelo Grêmio contra o Veranópolis em partida valida pelas quartas-de-final do Campeonato Gaúcho onde o Grêmio ganhou por 2x0.
No dia 27 de abril, em partida válida pela quarta rodada da fase de grupos da Libertadores da América, Barrios anotou seu primeiro hat-trick com a camisa do Grêmio, em jogo que terminou com o placar de 4 a 1 para o time de Porto Alegre contra o Club Guarani, do Paraguai. Com o avanço da equipe na competição continental, Barrios foi se tornando cada vez mais importante na mecânica do jogo, com atuações decisivas nos dois embates contra a equipe argentina do Godoy Cruz e, sobretudo, anotando o gol da vitória contra o Botafogo na partida que decidiu o representante brasileiro nas semi-finais do torneio, e Lucas acabou campeão da Copa Libertadores 2017 com o Grêmio.
Logo após a derrota na final da Copa do Mundo de Clubes para o Real Madrid, confirmou sua saída do Grêmio.

### Retorno ao Argentinos Juniors
Em 11 de janeiro de 2018, retornou ao Argentinos Juniors, onde assinou contrato por duas temporadas.
No dia 18 de junho de 2018, o atacante paraguaio acabou por aceitar a rescisão de seu contrato.

### Huracán
Em 7 de janeiro de 2019, Lucas Barrios foi contratado pelo Huracán.

### Gimnasia y Esgrima
Após ter seu vínculo terminado com o Huracán, Lucas Barrios foi oficializado como novo reforço do Gimnasia La Plata, no dia 17 de Janeiro de 2020.

### Defensa y Justicia
Em 13 de junho de 2021, Lucas Barrios ficou livre no mercado após não ter o contrato renovado com o Gimnasia y Esgrima, assim firmou contrato com o Defensa y Justicia.
No fim da temporada, ele rescindiu o contrato que terminaria em junho de 2022, pelo El Halcón disputou apenas 13 partidas e apenas duas delas como titular, ele marcou contra o Huracán e o Sarmiento.

### Patronato
Em  de janeiro de 2022, o Patronato anunciou a contratação de Lucas Barrios até o fim do ano. Ele deixou o Patronato após 15 jogos e três gols.

### Sportivo Trinidense
Em 5 de janeiro de 2023, Lucas Barrios voltou da aposentadoria para realizar o sonho de jogar no futebol paraguaio, e o clube escolhido foi Sportivo Trinidense.
Em 5 de junho de 2023, Lucas Barrios chegou a um acordo para finalizar seu  contrato faltando ainda 6 meses para cumpri-lo. No total ele disputou 19 partidas pelo Sportivo Trinidense e marcou 4 gols.

### Sportivo Luqueño
Em 12 de junho de 2023, Lucas foi apresentado pelo Sportivo Luqueño.
Em 10 de agosto de 2024, Barrios chegou a acordo com a diretoria do Sportivo Luqueño para rescindir seu contrato. A saída ocorreu dias depois de um forte incidente com alguns integrantes da torcida organizada do Chanchón, que não agradou-o. Ele disputou 31 partidas, marcou cinco gols e deu uma assistência na passagem por Luqueño.

## Aposentadoria
Em 30 de dezembro de 2024, Lucas Barrios anunciou sua aposentadoria do futebol.

## Seleção Paraguaia
Em 2015 foi o principal destaque da Seleção Paraguaia durante a Copa América disputada no Chile. Apesar de ser reserva, sempre entrava como substituto no segundo tempo de jogo, e foi o artilheiro de sua seleção, com quatro gols marcados. Barrios marcou logo na estreia contra a Argentina, sendo o principal destaque paraguaio no empate por 2 a 2. Contra o Uruguai, marcou o gol salvador que garantiu o empate por 1 a 1, que classificou o Paraguai para as quartas de final. Nas quartas ajudou o Paraguai a eliminar o Brasil nos pênaltis pela segunda edição consecutiva de Copa América. Na semifinal marcou mais um gol contra a Argentina, mas não conseguiu evitar a derrota frustante por 6 a 1.

## Títulos
Colo-Colo

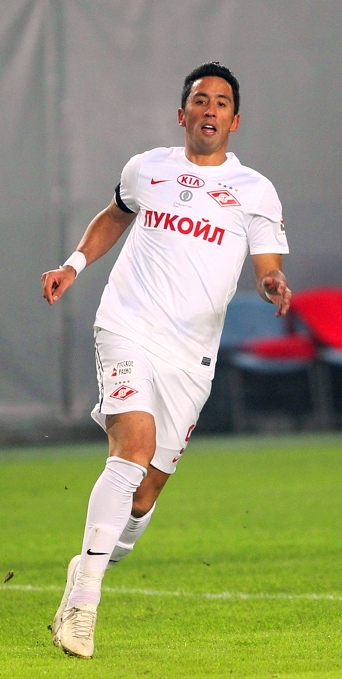
Lucas Barrios atuando pelo Spartak Moscou em 2013

- Campeonato Chileno (Clausura): 2008

Borussia Dortmund
- Bundesliga: 2010–11 e 2011–12
- Copa da Alemanha: 2011–12

Guangzhou Evergrande
- Super Liga Chinesa: 2012
- Copa da China: 2012

Palmeiras
- Copa do Brasil: 2015
- Campeonato Brasileiro: 2016

Grêmio
- Copa Libertadores da América: 2017

### Prêmios e Artilharias
- Artilheiro do Campeonato Chileno (Apertura): 2008 - (19 Gols).
- Artilheiro do Campeonato Chileno (Clausura): 2008 - (18 Gols).
- Melhor jogador do Futebol Chileno pela revista El Gráfico Chile: 2008
- Melhor atacante do Futebol Chileno pela ANFP: 2008
- Chuteira de Ouro do Futebol Chileno pela ANFP: 2008
- Maior artilheiro do mundo pela IFFHS: 2008[37]
- Artilheiro da Copa Chile: 2008-09 - (4 Gols).
- Prêmio ABC Color de melhor Futebolista Paraguaio do Ano: 2010
- Artilheiro da Copa da Alemanha: 2011–12
- Jogador mais valioso da Copa da China: 2012
- Seleção da primeira fase da Copa América: 2015
- Artilheiro da Copa do Brasil: 2017 - (5 Gols).